# Ловренц Кошир
Ловренц Кошир (словен. Lovrenc Košir; Сподња Луша, 29. јул 1804 — Беч, 7. август 1879) је био аустријски чиновник који је радио у Љубљани.
Он се заједно са Роландом Хилом и Џејмсом Чалмерсом сматра идејним творцем поштанске марке. Он је 1835, пет година пре прве поштанске марке у Енглеској, представио своју идеју, али није наишао на разумевање власти. У ФНРЈ је у његову част издата серија од 4 марке са његовим ликом 21. августа 1948. године, као и марка за ваздушну пошту са привеском 27. августа 1948. такође са његовим ликом. Марке су важиле до 31. децембра 1948. године.